# Popovac (Bośnia i Hercegowina)
Popovac (cyr. Поповац) – wieś w Bośni i Hercegowinie, w Republice Serbskiej, w gminie Čelinac. W 2013 roku liczyła 144 mieszkańców.